# (5523) Luminet
(5523) Luminet (1991 PH8) – planetoida z pasa głównego asteroid okrążająca Słońce w ciągu 4,77 lat w średniej odległości 2,83 j.a. Odkryta 5 sierpnia 1991 roku.